# Mikael Rosén (fotbollsspelare)
Karl Mikael Robert "Gus" Rosén, tidigare Mikael Gustavsson, född 15 augusti 1974, är en svensk före detta fotbollsspelare, ytterback. Han avslutade sin karriär i Halmstads BK.
Roséns moderklubb är Fågelsta AIF. Som 17-åring gick han till Motala AIF och inför säsongen 1997 skrev "Gus" på för Halmstads BK. Han debuterade som vänsterback i april 1997 i den allsvenska premiären mot Malmö FF, en match HBK vann med 3–1. Första året slutade med ett SM-guld samt en plats i landslagets vinterturné där det blev debut mot Jamaica i januari 1998. Rosén var ordinarie som högerback fram till slutet av 2000 då Tom Prahl valde att satsa på Stefan Vennberg. Under tiden i HBK blev han svensk mästare två gånger; 1997 samt 2000. 
Därefter spelade han för Helsingborgs IF under tre säsonger för att sedan spela för Viborg FF i den danska ligan under två och en halv säsong innan han återkom till HBK sommaren 2006. Under säsongen 2010 spelade han som mittfältare och tilldelades priset Dribblern. 2011 blev hans sista år i HBK och han spelade sin sista match i oktober mot Mjällby AIF på Strandvallen, där han fick göra ett inhopp. Han har även gjort 3 A-landskamper för Sverige. 